# Championnat du Liberia de football 2012
Navigation
Edition 2005 Edition 2013-2014
La saison 2012 du Championnat du Liberia de football est la 39e édition du championnat de première division liberien. Les seize clubs engagés sont regroupés au sein d'une poule unique où ils s'affrontent à deux reprises, à domicile et à l'extérieur. En fin de saison, pour permettre le passage à un championnat à douze équipes, les six derniers du classement sont relégués et remplacés par les deux meilleurs clubs de Second Division, la deuxième division nationale.
C'est le tenant du titre, LISCR FC qui remporte à nouveau la compétition cette saison après avoir terminé en tête du classement final, avec trois points d'avance sur Nimba United. C'est le deuxième titre de champion du Liberia de l'histoire du club.

## Participants
- Nimba United
- LISCR FC
- Barrack Young Controllers FC
- Mighty Blue Angels
- LPRC Oilers
- Devereux FC
- UMC Roots
- Invincible Eleven
- Jubilee FC
- NPA Anchors
- Fatu FC - Promu de D2
- Watanga FC
- Green Pastures FC - Promu de D2
- Mighty Barrolle
- United Soccer Ambassador
- MC Breweries

## Compétition

### Classement
Le classement est établi sur le barème de points classique (victoire à 3 points, match nul à 1, défaite à 0). Pour départager les égalités, on tient d'abord compte de la différence de buts générale, puis du nombre de buts marqués, puis des confrontations directes.
| Rang | Équipe                       | Pts | J  | G  | N  | P  | Bp | Bc | Diff |
| ---- | ---------------------------- | --- | -- | -- | -- | -- | -- | -- | ---- |
| 1    | LISCR FCT                    | 61  | 30 | 17 | 10 | 3  |    |    |      |
| 2    | Nimba United                 | 58  | 30 | 16 | 10 | 4  |    |    |      |
| 3    | LPRC Oilers                  | 54  | 30 | 14 | 12 | 4  |    |    |      |
| 4    | Barrack Young Controllers FC | 54  | 30 | 14 | 12 | 4  |    |    |      |
| 5    | MC Breweries                 | 53  | 30 | 15 | 8  | 7  |    |    |      |
| 6    | Jubilee FC                   | 49  | 29 | 14 | 7  | 8  |    |    |      |
| 7    | Fatu FCP                     | 41  | 30 | 11 | 8  | 11 |    |    |      |
| 8    | Watanga FC                   | 40  | 30 | 9  | 13 | 8  |    |    |      |
| 9    | Invincible Eleven            | 39  | 29 | 10 | 9  | 10 |    |    |      |
| 10   | Mighty Blue Angels           | 37  | 29 | 9  | 10 | 11 |    |    |      |
| 11   | Mighty Barrolle              | 34  | 30 | 8  | 10 | 12 |    |    |      |
| 12   | United Soccer Ambassador     | 32  | 30 | 9  | 5  | 16 |    |    |      |
| 13   | NPA Anchors                  | 26  | 29 | 5  | 11 | 13 |    |    |      |
| 14   | Green Pastures FCP           | 25  | 29 | 6  | 7  | 16 |    |    |      |
| 15   | UMC Roots                    | 21  | 30 | 4  | 9  | 17 |    |    |      |
| 16   | Devereux FC                  | 18  | 30 | 5  | 3  | 22 |    |    |      |

|  | Qualification pour la Ligue des champions de la CAF 2013 |
|  | Relégation directe en Second League                      |
|  | T : Tenant du titre P : Promu de Second League           |

## Bilan de la saison
| Championnat du Liberia de football 2012                             |                                                                                              |
| Champion                                                            | LISCR FC (2e titre)                                                                          |
| Coupes et trophées                                                  |                                                                                              |
| Vainqueur de la Coupe du Liberia 2012                               | Barrack Young Controllers FC II                                                              |
| Qualifications continentales                                        |                                                                                              |
| Ligue des champions de la CAF 2013                                  | LISCR FC                                                                                     |
| Coupe de la confédération 2013                                      | Barrack Young Controllers FC II                                                              |
| Promotions et relégations                                           |                                                                                              |
| Promus en First Division                                            | Gedi & Sons FC                                                                               |
| Promus en First Division                                            | International Black Star                                                                     |
| Relégués en Championnat du Liberia de football de deuxième division | Mighty Barrolle United Soccer Ambassador NPA Anchors Green Pastures FC UMC Roots Devereux FC |